# Pierwszy rząd Aleksandara Vučicia
Pierwszy rząd Aleksandara Vučicia – rząd Republiki Serbii urzędujący od 27 kwietnia 2014 do 11 sierpnia 2016.
Gabinet powstał po przedterminowych wyborach parlamentarnych w 2014 zakończonych zwycięstwem koalicji skupionej wokół Serbskiej Partii Postępowej, która uzyskała 158 spośród 250 mandatów w Zgromadzeniu Narodowym Republiki Serbii.
22 kwietnia 2014 przewodniczący postępowców Aleksandar Vučić został przez prezydenta Tomislava Nikolicia desygnowany na urząd premiera. 27 kwietnia tegoż roku wygłosił exposé przed Zgromadzeniem Narodowym i przedstawił członków rządu. Tego samego dnia parlament większością 198 głosów za przegłosował wotum zaufania wobec jego gabinetu, w którym znalazł się również dotychczasowy socjalistyczny premier Ivica Dačić.
W skład rządu Aleksandara Vučicia weszli przedstawiciele takich ugrupowań jak: Serbska Partia Postępowa (SNS), Socjalistyczna Partia Serbii (SPS), Nowa Serbia (NS), Socjaldemokratyczna Partia Serbii (SDPS) i Ruch Socjalistyczny (PS), a także niezależni rekomendowani przez lidera postępowców.
W 2016 z inicjatywy premiera odbyły się przedterminowe wybory parlamentarne, w których ponownie zwyciężyła koalicja skupiona wokół SNS. 11 sierpnia 2016 parlament udzielił wotum zaufania drugiemu rządowi dotychczasowego premiera.

## Skład rządu
- premier: Aleksandar Vučić (SNS)
- pierwszy wicepremier, minister spraw zagranicznych: Ivica Dačić (SPS)
- wicepremier, minister transportu, budownictwa i infrastruktury: Zorana Mihajlović (SNS)
- wicepremier, minister handlu, telekomunikacji i turystyki: Rasim Ljajić (SDPS)
- wicepremier, minister administracji publicznej i lokalnej: Kori Udovički
- minister finansów: Lazar Krstić (do 2014), Dušan Vujović (od 2014)
- minister gospodarki: Dušan Vujović (do 2014), Željko Sertić (od 2014)
- minister rolnictwa i środowiska: Snežana Bogosavljević Bošković (SPS)
- minister górnictwa i energii: Aleksandar Antić (SPS)
- minister sprawiedliwości: Nikola Selaković (SNS)
- minister spraw wewnętrznych: Nebojša Stefanović (SNS)
- minister obrony: Bratislav Gašić (SNS, do 2016), Zoran Đorđević (SNS, od 2016)
- minister edukacji, nauki i rozwoju technologicznego: Srđan Verbić
- minister zdrowia: Zlatibor Lončar
- minister pracy, zatrudnienia, spraw społecznych i weteranów: Aleksandar Vulin (PS)
- minister młodzieży i sportu: Vanja Udovičić (SNS)
- minister kultury i informacji: Ivan Tasovac
- minister bez teki ds. integracji europejskiej: Jadranka Joksimović (SNS)
- minister bez teki ds. sytuacji nadzwyczajnych: Velimir Ilić (NS)